# Trofeo Laigueglia 1965
Il Trofeo Laigueglia 1965, seconda edizione della corsa, si svolse il 21 febbraio 1965, su un percorso di 159 km. La vittoria fu appannaggio dell'italiano Marino Vigna, che completò il percorso in 4h20'00", precedendo i connazionali Luciano Galbo e Vito Taccone. 
I corridori che presero il via da Laigueglia furono 93, mentre coloro che portarono a termine il percorso sul medesimo traguardo furono 59.

## Ordine d'arrivo (Top 10)
| Pos. | Corridore        | Squadra     | Tempo    |
| ---- | ---------------- | ----------- | -------- |
| 1    | Marino Vigna     | Ignis       | 4h20'00" |
| 2    | Luciano Galbo    | Sanson      | s.t.     |
| 3    | Vito Taccone     | Salvarani   | s.t.     |
| 4    | Renzo Fontona    | Ignis       | s.t.     |
| 5    | Aldo Moser       | Maino       | s.t.     |
| 6    | Francis Blanc    | Salvarani   | s.t.     |
| 7    | Jacques Anquetil | Ford France | s.t.     |
| 8    | Vittorio Adorni  | Salvarani   | s.t.     |
| 9    | Bruno Peretti    | Legnano     | s.t.     |
| 10   | Romeo Venturelli | Bianchi     | s.t.     |